# Stockton-on-Tees
Stockton-on-Tees est une ville industrielle et un port dans le comté de Durham dans le nord-est de l'Angleterre. Elle comptait 83 490 habitants en 2009.

## Géographie
Stockton-on-Tees se trouve sur la côte Est de l'Angleterre, sur la rive gauche du fleuve Tees à proximité de la mer du Nord. Stockton est la capitale du borough de Stockton-on-Tees.

## Industrie
On trouve à Stockton des industries chimiques et métallurgiques, ainsi que des chantiers navals. Stockton est connu pour être historiquement le terminus de la première ligne de chemin de fer à utiliser des locomotives à vapeur : le chemin de fer de Stockton et Darlington.

## Dépendance
La sécurité de cette ville (police, pompiers) dépend de la région de Cleveland.

## Histoire
Le HMS Hurworth (L28) est parrainé par la communauté civile de Stockton-on-Tees  pendant la campagne nationale du Warship Week (semaine des navires de guerre) en mars 1942. Il est un destroyer de classe Hunt de type II, construit pour la Royal Navy.

## Jumelage
- Asnières-sur-Seine (France) depuis 1985[1],[2]

## Personnalités

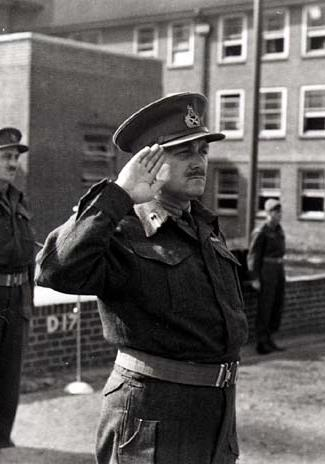
Le général Charles Foulkes.

L'actrice Charlotte Riley y est née en 1981, ainsi que le footballeur Jamie Pollock en 1974. Le groupe The Shadows  composa et joua un titre "Stars fell on Stockton" dans les années 1960. Deux de leurs membres, Bruce Welch et Brian Bennett, composèrent le hit de Cliff Richard  "Summer holiday" au Stockton Globe theatre. Le 15 juin 2017, Bruce Welch et Brian Bennett ont dévoilé une plaque commémorative de cet événement.
Charles Foulkes y est également né en 1903. Il a commandé le 1er Corps canadien lors de la libération de l'Europe de l'Ouest en 1944 et 1945.